# Покладистость
Покладистость (англ. Agreeableness) — черта личности, которая проявляется в поведении, которое воспринимается как доброе, отзывчивое, готовое к сотрудничеству, теплое, откровенное и внимательное. В современной психологии личности покладистость — один из пяти основных аспектов структуры личности, отражающий индивидуальные различия в сотрудничестве и социальной гармонии.
Люди, обладающие высокой степенью покладистости эмпатичны и альтруистичны, тогда как люди с низкой степенью склонны к эгоистическому поведению (часто проявляющемуся в виде скупости) и отсутствию сочувствия. Такие люди демонстрируют признаки темной триады, такие как манипуляция и конкуренция с другими, а не сотрудничество.
Покладистость считается качеством высшего уровня, то есть объединяет группу субчерт личности, таких как: доверие, прямота, альтруизм, уступчивость, скромность и нежность (внимательность).

## История

### 16 факторов личности Кеттелла

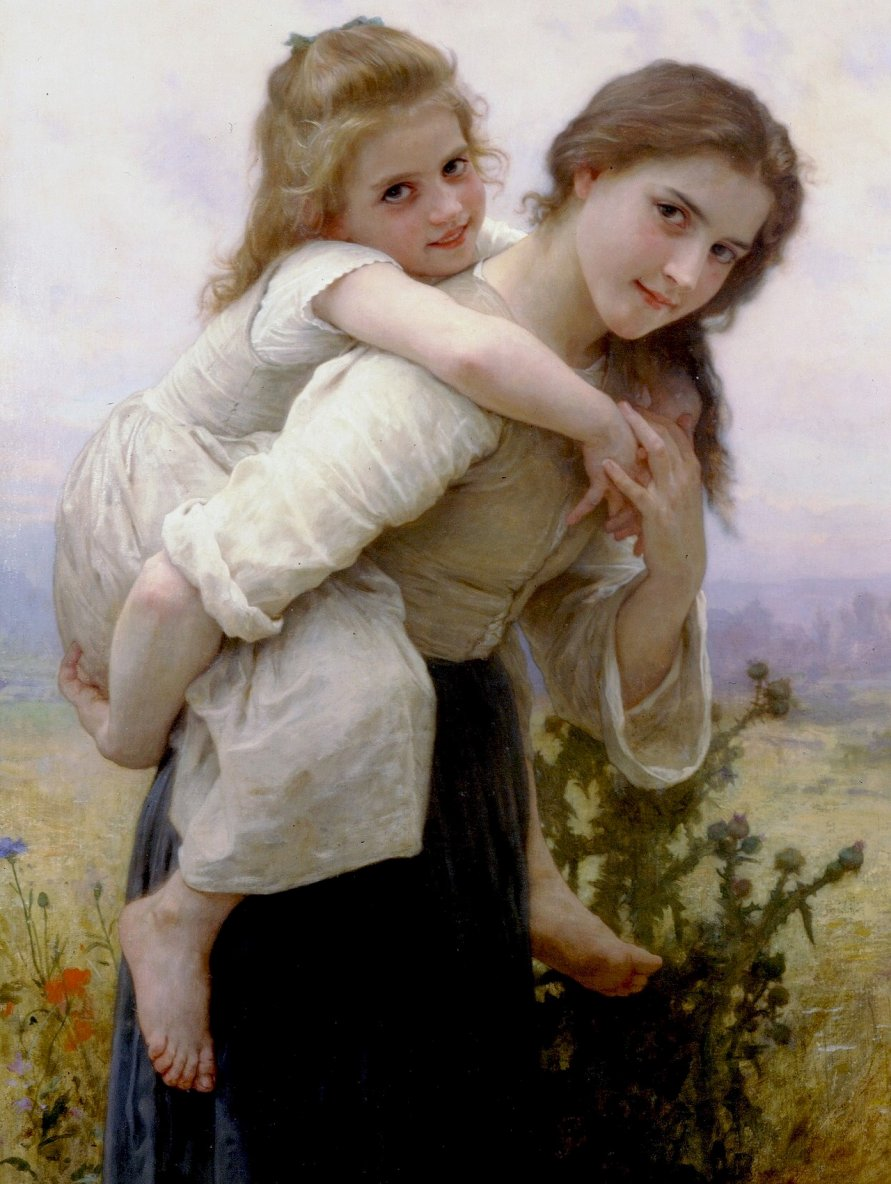
Приятное бремя (Fardeau agréable) Вильям-Адольф Бугро, 1895)

Как и в случае со всеми личностными качествами «большой пятерки», корни современной концепции покладистости можно проследить в исследовании 1936 года, проведенном Гордоном Олпортом и Генри С. Одбертом. Через семь лет после этого исследования Рэймонд Кеттелл опубликовал кластерный анализ тысяч слов, связанных с личностью, выявленных Олпортом и Одбертом. Кластеры, выявленные в этом исследовании, послужили основой для дальнейших попыток Кеттелла выявить фундаментальные, универсальные черты человеческой личности. В итоге посредством факторного анализа Кеттелл определил 16 личностных факторов (16PF) Дальнейший факторный анализ выявил пять факторов более высокого порядка, или «глобальных», которые охватывают эти шестнадцать. Хотя Кеттелл назвал его «независимостью», один из глобальных факторов, выявленных в опроснике 16PF, был ранним предшественником современной концепции покладистости.

### Большая пятерка
Покладистость в пятифакторной модели личности чаще всего измеряется по самоотчетам, хотя также можно использовать отчеты коллег и наблюдение третьих лиц. Меры самоотчета либо лексические, либо основаны на утверждениях. Какая мера используется, зависит от оценки психометрических качеств, а также временных и пространственных ограничений проводимого исследования.
Факторный аналитический подход Кеттелла, используемый для выявления универсальных свойств личности вдохновил на бесчисленные исследования в течение десятилетий после появления 16PF. Используя оригинальные кластеры Кеттела, 16PF, и исходные данные, несколько исследователей за этот период независимо друг от друга разработали пятифакторную модель личности. С начала 1960-х годов эти исследования обычно включали фактор, называемый «Покладистость» (agreeableness) или «коммуникабельность» sociability. Несмотря на неоднократное повторение пяти стабильных факторов личности после новаторской работы Кеттелла, эта концепция начала доминировать в исследованиях личности только в начале 1980-х годов благодаря работе Льюиса Голдберга. Используя лексические исследования, аналогичные исследованиям Олпорта и Одберта, Голдберг выбрал термин «большая пятерка», чтобы отразить огромное количество терминов, связанных с личностью, охватываемых каждым из этих пяти различных факторов. При этом фактор покладистость определялся рядом слов, связанных с личностью, подобных тем, которые присутствовали в более ранних и более поздних моделях; примеры включают «дружелюбный», «добродушный», «сотруднический», «доверчивый», «заботливый», «общительный» и «внимательный».

### NEO PI
Начиная с 1970-х годов Пол Коста и Роберт МакКрэй начали исследовать разработку методов оценки личности на основе факторных моделей. Начав с кластерного анализа 16PF Кеттелла, Коста и МакКрэй первоначально остановились на трехфакторной модели личности. Этими тремя факторами были невротизм (против эмоциональной стабильности), экстраверсия (против интроверсии) и открытость (против закрытости), что привело к появлению аббревиатуры «NEO». Из-за сходства между своим трехфакторным опросником личности NEO и «Большой пятеркой» Голдберга Коста и МакКрэй в начале 1980-х годов начали разрабатывать шкалы для оценки покладистости. Кульминацией этой работы стала публикация в 1985 году первого руководства NEO PI, основанного на полной пятифакторной модели. Хотя это и ознаменовало включение покладистости в NEO PI, Коста и МакКрэй еще семь лет работали над выявлением и разработкой аспектов, включающих этот фактор в пересмотренном опроснике личности NEO.

## Аспекты NEO PI
В NEO PI каждый из пяти факторов, выявленных Костой и Маккреем, отождествляется с шестью чертами более низкого уровня. Черты нижнего уровня, относящиеся к приятности, известные как фасеты, были впервые представлены в 1992 году, когда была опубликована пересмотренная версия NEO PI. Согласно современному NEO PI-R, шестью аспектами покладистости являются: доверие, прямота, альтруизм, уступчивость, скромность и мягкость характера.

### Доверие
Доверие — одно их базовых понятий в психосоциальном развитии, теории личности и народных психологических концепциях личности. Люди с высоким показателем доверия обычно считают намерения других доброжелательными и, в крайнем случае, могут быть наивными. Те, кто имеет низкий балл по этому аспекту, склонны быть циничными и параноиками и считают других подозрительными, нечестными или опасными.

### Прямота
Прямота — это свойство быть прямым, открытым и честным в общении с другими. Несмотря на долгую историю моральной философии, прямота не так важна для теории личности, как другие аспекты покладистости. Имеющий высокий показатель прямоты, склонны взаимодействовать с другими прямо и честно. Люди с низкими показателями менее прямоты, склонны к самоконтролю, более сдержанны, лживы или манипулятивны. Хотя эти две концепции не идентичны, те, у кого низкие баллы по этому аспекту, как правило, имеют высокий уровень макиавеллизма Прямолинейность аналогична параметру
круговой диаграммы межличностных отношений, известного как «простодушие против расчетливости» (англ. ingenuous versus calculating). По мнению Майкла Эштона и Кибеома Ли, прямота аналогична аспекту честности-смирения в модели HEXACO.

### Альтруизм
Подобно альтруизму животных и этическому альтруизму, этот аспект определяется степенью самоотверженности, самопожертвования, щедрости, а также внимания, вежливости и заботы о других. Альтруизм похож на концепцию социального интереса Альфреда Адлера, которая представляет собой тенденцию направлять свои действия на улучшение общества. Люди с низким уровнем альтруизма склонны быть невежливыми, эгоистичными или жадными — такая модель поведения известна в психологии Адлера как «личный интерес».

### Уступчивость
Как аспект покладистости, уступчивость определяется как типичная реакция индивида на конфликт. Те, кто набирает высокие баллы по уступчивости, как правило, кротки и мягки и предпочитают сотрудничество или уважение как средство разрешения конфликта. Люди с низкими показателями, как правило, агрессивны, враждебны, склонны к соперничеству, сварливы и мстительны.

### Скромность
В то время как доверие, прямота, альтруизм и уступчивость относятся к межличностному или социальному поведению, скромность относится к самооценке человека. Индивиды с высоким показателем скромности, как правило, ориентированы на других, в то время как люди с низкими показателями, как правило, высокомерны и склонны к показухе и самовосхвалению. Низкая скромность иначе известна как тщеславие или нарциссизм и, в крайних случаях, может проявляться как нарциссическое расстройство личности или истерическое расстройство личности.

### Мягкость характера
Мягкость характера определяется как степень, в которой суждения индивида определяются эмоциями. Этот термин, придуманный Уильямом Джеймсом, также широко использовался в ранних версиях 16PF. Мягкость характера определяется прежде всего симпатией и соответствует показателю «симпатия» по шкале (International Personality Item Pool) Международного пула личностных качеств. Напротив, «жёсткий характер» — это черта, связанная с психотизмом в личностном опроснике Айзенка.

## Межличностные отношения
Покладистость является преимуществом в ситуациях, требующих налаживать контакты с другими людьми. Покладистые люди демонстрируют тенденцию воспринимать других в более позитивном свете.
Поскольку покладистые дети более чувствительны к потребностям и взглядам других, они реже страдают от социального неприятия (social rejection). Дети, которые менее деструктивны, менее агрессивны и более умело входят в игровые группы, с большей вероятностью получат признание своих сверстников.
Одно исследование показало, что люди с высоким уровнем покладистости более эмоционально-отзычивы в социальных ситуациях. Этот эффект измерялся как с помощью анкет самоотчета, так и с помощью физиологических показателей, и он свидетельствует о том, что экстраверсия и невротизм — не единственные личностные факторы «большой пятерки», влияющие на эмоции. Эффект был особенно выражен среди женщин.
Исследования также показывают, что люди с высоким уровнем доброжелательности с большей вероятностью будут контролировать негативные эмоции, такие как гнев, в конфликтных ситуациях. Имеющие высокий уровень покладистости, с большей вероятностью будут использовать тактику избегания конфликтов в конфликте с другими (тогда как люди с низким уровнем с большей вероятностью будут использовать принудительные тактики, такие как препятствование (stonewalling) или избегание (shunning). Они также с большей готовностью уступают место своему противнику и могут проигрвать споры с людьми, которые менее приятны. С их точки зрения, они на самом деле не столько проиграли спор, сколько сохранили хорошие отношения с другим человеком.

## Социальное поведение
Покладистость коррелирует с альтруизмом и стремлением помогать другим. Эксперименты показали, что большинство людей склонны помогать своим родственникам или в ситуациях, когда у них возникает сочувствие. Покладистые же люди, скорее всего, помогут, даже при отсутствии этих условий. Другими словами, покладистые люди от природы склонны к помощи и не нуждаются в каких-либо других мотивациях.
В то время как покладистые обычно склонны помогать другим, непокладистые с большей вероятностью причинят вред. Исследователи обнаружили, что низкий уровень покладистости связан с подростковой агрессией и низким уровнем социальной адаптации. Люди с низким уровнем покладистости также с большей вероятностью будут агрессивно относиться к стигматизированным группам, таким как люди с избыточным весом.
В сочетании с психическим заболеванием низкая покладистость может быть сопровождать нарциссические и антисоциальные тенденции. В теории, люди с чрезвычайно высоким уровнем покладистости подвергаются риску возникновения проблем зависимости. Однако эмпирические исследования показывают, что с низкой покладистостью связано гораздо больше проблем.
Однако высокая покладистость не всегда приводит к просоциальному поведению. В эксперименте Милгрэма добросовестные и покладистые люди, получив совет от злонамеренного авторитета, с большей готовностью применяют к жертве электрошок высокой интенсивности, потому что такие люди менее способны к сопротивлению.
Особенности западного менталитета
Американский социальный психолог Джозеф Хенрик отмечает, что, несмотря на сильный индивидуализм и зацикленность на себе, люди Запада склонны придерживаться непредвзятых правил или принципов и часто бывают доверчивыми, честными, справедливыми и отзывчивыми по отношению к незнакомцам или анонимам. По мнению Хенрика, по сравнению с представителями большинства других популяций, люди Запада, в относительно меньшей степени склонны отдавать предпочтение друзьям, членам семьи, соплеменникам и землякам. Здесь кумовство считается неправильным и абстрактные принципы морали ставятся выше практичности, взаимоотношений и целесообразности.

## География

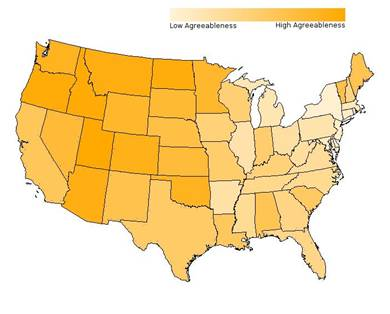
Средняя степень покладистости по штатам. Более светлые регионы имеют более низкую среднюю покладистость.

В Соединенных Штатах жители Запада, Среднего Запада и Юга, как правило, имеют более высокие средние баллы покладистости, чем люди, живущие в других регионах. По мнению исследователей, десятку самых «покладистых» штатов образуют Северная Дакота, Миннесота, Миссисипи, Юта, Висконсин, Теннесси, Северная Каролина, Джорджия, Оклахома и Небраска. Эти результаты согласуются с такими широко известными в этих штатах выражениями, как «южное гостеприимство» и «миннесотская приветливость». Поскольку эти штаты, как правило, менее урбанизированы, чем восточное и западное побережья, люди с большей вероятностью будут жить в небольших сообществах и знать своих соседей. Следовательно, они склонны с большей готовностью заботиться о своих соседях и помогать им.
В исследовании, проведенном Олбрайтом и соавт. (1997) группы студентов колледжей из Китая и США оценивали незнакомцев из обеих стран по личностным качествам «большой пятерки», внешним чертам и тому, насколько хорошо они были одеты. Они обнаружили, что как китайские, так и американские студенты оценили лица как демонстрирующие одинаковый уровень покладистости и экстраверсии. Люди, которых считали самыми покладистостыми, часто улыбались — выражение лица, узнаваемое во всем мире. Полученные данные позволяют предположить, что покладистость есть универсальная черта.